# Soulamea muelleri
Soulamea muelleri är en bittervedsväxtart som beskrevs av Brongn. & Gris. Soulamea muelleri ingår i släktet Soulamea och familjen bittervedsväxter. Inga underarter finns listade i Catalogue of Life.